# 名人会
『名人会』（めいじんかい）は、1991年9月にSANKYOが発売した、センター役物の中に傘を回すキャラクターが配置されているパチンコ機のシリーズ名。
『名人会GPA』と『名人会SPⅡ』の2機種がある。

## 概要
貯留型の羽根モノタイプ。羽根の開閉がスライド式になっている。中央に2体のキャラクターがおり、傘を回しているキャラクターは三ノ助、その後ろにいるキャラクターは三太郎という。三太郎は、始動口入賞時や貯留解除時に三ノ助の左側から顔を出す。
大当たり中の貯留の際、玉が傘の上を転がり続けるが、「貯留中に貯留玉が静止しない」という機種はそれまでになかった。

当機種は1991年8月に行われた「パチンコ博 in 大阪」で発表された。50を超える羽根モノの最新機種が展示されていたが、その中でも当機種は注目を集めた。
名人会はその中でも最も注目されていたと言ってよいだろう—『パチンコ必勝ガイド 1991年12月号』p92
『GPA』と『SPⅡ』の2機種あるが、大きな違いが2点ある。
1点目は始動口の種類が異なる。『GPA』はノーマルタイプ、『SPⅡ』は電動チューリップタイプとなっており後者が入賞しにくい。
2点目は始動口入賞時の動きが異なる。『SPⅡ』は羽根の開閉時に傘の上下運動が行われ、玉が奥に行きやすくなる。このため『GPA』よりも『SPⅡ』の方がV入賞しやすい。
大当たり後の挙動は同じだが、『GPA』は羽根が開閉しやすいがV入賞しにくく、『SPⅡ』は羽根が開閉しにくいがV入賞しやすいという違いがある。

## スペック
- 名人会GPA
  - 賞球数 7&15
  - 大当たり最高継続 8R
  - 最大貯留 8個
- 名人会SPⅡ
  - 賞球数 7&15
  - 大当たり最高継続 8R
  - 最大貯留 8個

## 演出
通常時は常に中央の人形三ノ助が持つ傘が右回りしている。役物内に進入した玉はこの傘の上に落ちた後にVゾーンが存在する下段ステージに落下する。傘の回転の影響を受けるため、大抵の場合は左側のハズレ穴に玉が逸れてしまう。さらにVゾーンが下段ステージから孤立して突出しており、下段ステージ上の玉が左右のハズレ穴に落ちやすくなっているため、さらにVゾーン入賞の難易度が高くなっている。
大当たりすると傘が上昇し、傘の上部にある円形のガードがストッパーになり、玉が傘の上で貯留される。傘は回転を続けているので玉は常に転がり続ける。最大8個まで貯留され、9カウント目か羽根開閉16回目で解除される。貯留解除時は、傘が元通りの位置に下降することで下段ステージに玉が飛び散る。この時にVゾーンに直接玉が入賞することで大当たりラウンド継続となる。外れてしまった場合でも、三ノ助の腕、三ノ助の背後にいる三太郎、役物奥にあるトビラの動きにより、玉が小さな突起がある壁に誘導され、その突起に弾かれた玉がVゾーンに向かいやすくなっている。通常時のVゾーン入賞は難易度が高いが、大当たり中のV入賞率は高く、大当たりラウンドの継続率が非常に高いものとなっている。
大当たり中の貯留でストッパーの役割を果たすものがある同社の他の機種としては、『ポンキッドGPⅡ』（1991年9月）、『スナイパーⅠ』（1990年2月）がある。

## サウンドトラック
- 『ザ・パチンコ・ミュージックフロム三共 3』 キングレコード、1998年8月21日。KICA-1216。
  - BGMが収録されている。